# フィールドストリップ
フィールドストリップ（英語動詞：fieldstrip）は、銃器を掃除・メンテナンス・修理などのために分解すること。
通常、銃器のメンテナンスには専用工具や、ドライバー類が必要になるが、戦時における簡易メンテナンスを容易にするため、現在の主要な軍用ライフル、軍用拳銃の採用条件には野戦分解が可能であることがファクターの一つとなることが多い。重火器においても特別な工具がなくても分解できる事が重要である。
もっとも、引き金などを含む“機関部”だけは簡単には分解出来ない場合がほとんど。工具を使わず、差し込み・ねじ込み・はめ込み・ストッパーを手で引き抜いたり外したりする段階のみをこのように呼ぶ事が多い。